# Coris gaimard
Coris gaimard · Coris bariolé
Espèce
Statut de conservation UICN

 LC  : Préoccupation mineure
Coris gaimard, communément nommé Coris bariolé ou Girelle de Gaimard ou Girelle royale ou labre de Gaimard, est une espèce de poissons marins de la famille des Labridae.

## Répartition
Le Coris bariolé est présent dans les eaux tropicales de la zone centrale de la région Indo-Pacifique ainsi que dans l'ouest de l'océan Pacifique soit des îles Cocos aux îles de la Société, Hawaii inclus.

## Description

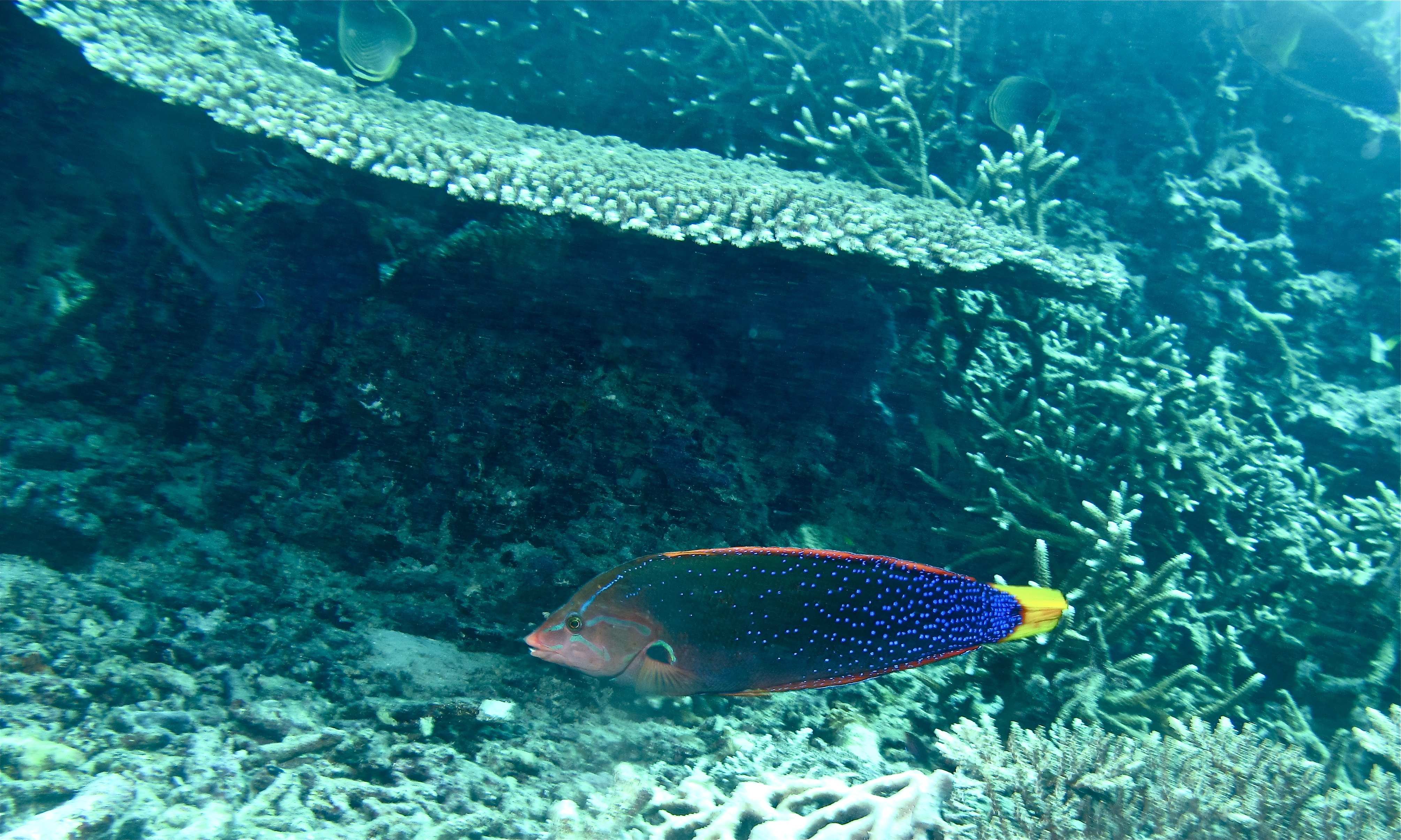
Coris gaimard adulte (Sabah, Malaisie)

Sa taille maximale est de 38 cm .
Les jeunes sont orange vif avec des taches blanches bordées de noirs. 
En grandissant, ils prennent leur robe d'adulte : tête orange, corps sombre avec des taches bleues, nageoires dorsale et anale rouges et nageoire caudale jaune.

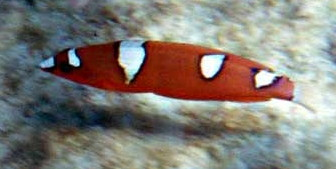
Coris gaimard juvénile

## Synonymes taxonomiques
- Coris gaimard gaimard (Quoy & Gaimard, 1824)
- Coris gaimard gaimard (Quoy & Gaimard, 1824)
- Coris gaimardi (Quoy & Gaimard, 1824)
- Coris gaimardi (Quoy & Gaimard, 1824)
- Coris greenoughii Günther, 1861
- Coris greenoughii Günther, 1861
- Coris greenovii (Bennett, 1828)
- Coris greenovii (Bennett, 1828)
- Coris pulcherrima Günther, 1862
- Coris pulcherrima Günther, 1862
- Julis gaimard Quoy & Gaimard, 1824
- Julis gaimard Quoy & Gaimard, 1824
- Julis gaimard speciosa Fowler, 1946
- Julis gaimard speciosa Fowler, 1946
- Julis ganymede Bennett, 1830
- Julis ganymede Bennett, 1830
- Julis greenovii Bennett, 1828
- Julis greenovii Bennett, 1828
- Julis leucorhynchos Bleeker, 1856
- Julis leucorhynchos Bleeker, 1856

## Philatelie
Philippines YT 2248 en 1996